# 安德烈·米赫涅维奇
安德烈·米赫涅维奇（1976年7月12日—）生于博布鲁伊斯克，是一名白俄罗斯田径运动员，主攻铅球项目。曾获得2003年世界田径锦标赛男子铅球项目金牌。

入